# Polyrhachis hodgsoni
Polyrhachis hodgsoni är en myrart som beskrevs av Auguste-Henri Forel 1902. Polyrhachis hodgsoni ingår i släktet Polyrhachis och familjen myror. Inga underarter finns listade i Catalogue of Life.